# Trematodon subulosus
Trematodon subulosus là một loài rêu trong họ Bruchiaceae. Loài này được Griff. mô tả khoa học đầu tiên năm 1842.